# Norellisoma spinimanum
Norellisoma spinimanum är en tvåvingeart som först beskrevs av Fallen 1819.  Norellisoma spinimanum ingår i släktet Norellisoma och familjen kolvflugor. Arten är reproducerande i Sverige. Inga underarter finns listade i Catalogue of Life.

## Bildgalleri

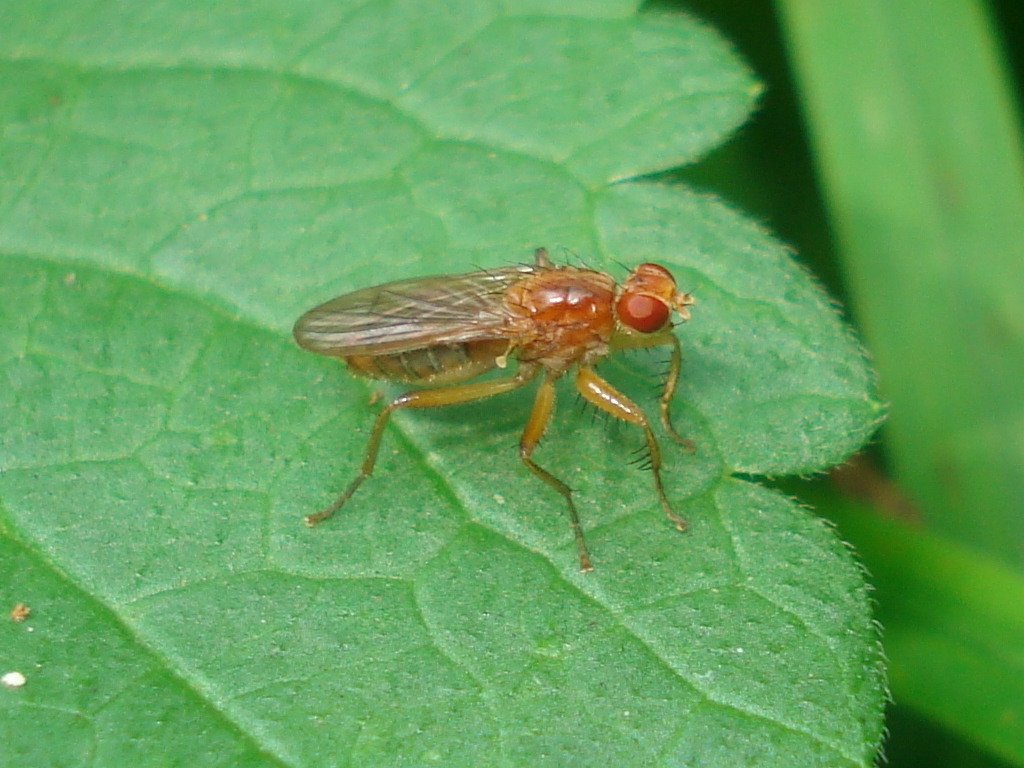